# Audrey Cordon-Ragot
Audrey Cordon-Ragot (Pontivy, 22 de octubre de 1989) es una ciclista francesa. Debutó como profesional en 2008 con el equipo Vienne Futuroscope con el que permanece en la actualidad. Tras entrar en el pódium del Campeonato de Francia Contrarreloj en 2011 y 2012 y ganar el Gran Premio Cholet-Pays de Loire 2012 logró plaza para participar en los Juegos Olímpicos de Londres 2012 participando en la prueba contrarreloj donde acabó 15.ª como en la prueba en ruta donde fue descalificada por fuera de control.

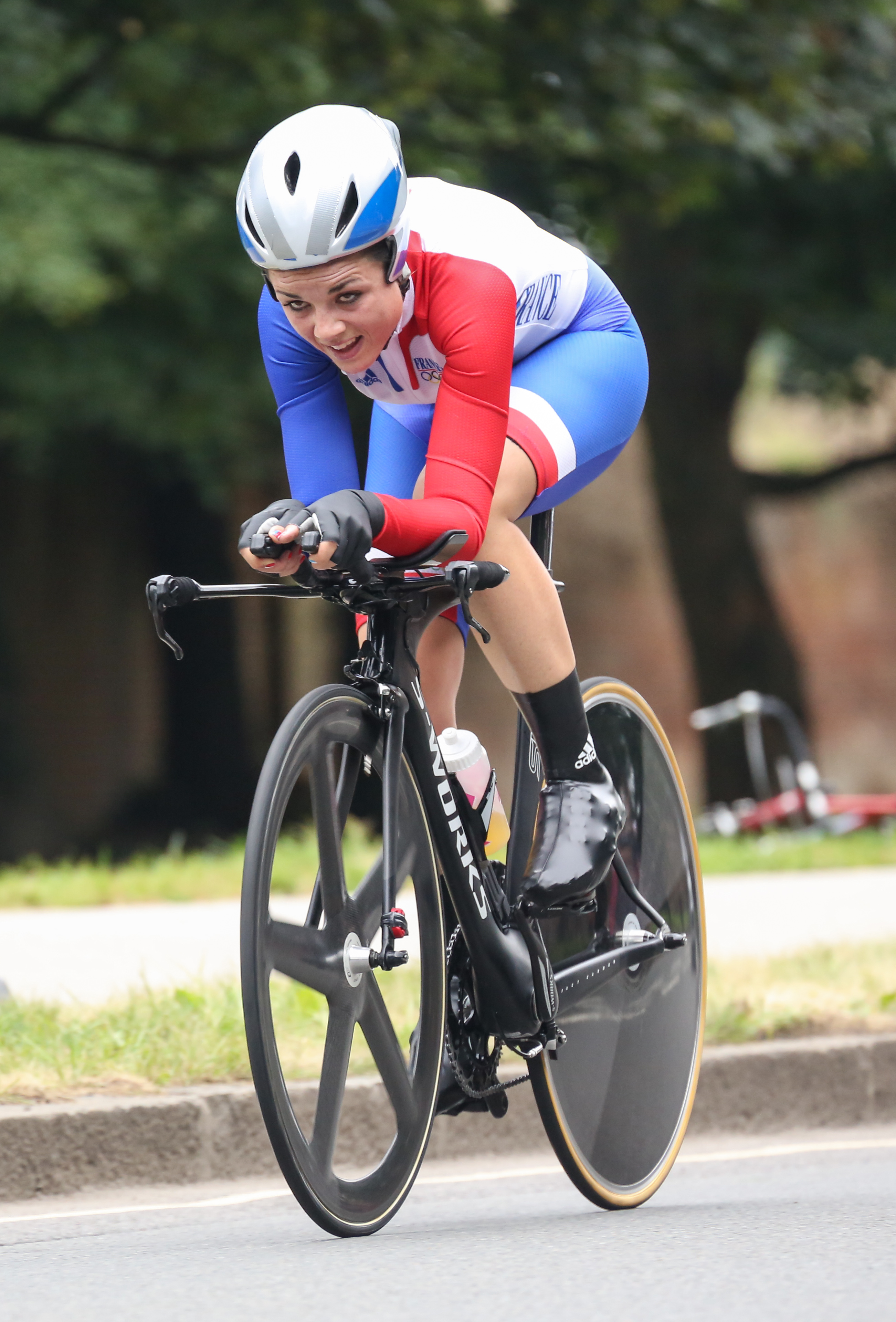
Cordon, en la Contrarreloj de los Juegos Olímpicos de Londres 2012 donde fue 15.ª.

El 10 de octubre de 2014 contrajo matrimonio con el ciclista Vincent Ragot.[cita requerida] Diez años después puso fin a su carrera.

## Palmarés

### Pista
2008
- 3.ª en el Campeonato de Francia Persecución
- 2.ª en el Campeonato Europeo Persecución por Equipos (haciendo equipo con Elodie Henriette y Pascale Jeuland)

### Ruta
2011
- 3.ª en el Campeonato de Francia Contrarreloj

2012
- Gran Premio de Plumelec-Morbihan
- Gran Premio Cholet-Pays de Loire
- 2.ª en el Campeonato de Francia Contrarreloj

2013
- 2.ª en el Campeonato de Francia Contrarreloj
- Tour de Bretaña femenino

2014
- Gran Premio de Plumelec-Morbihan
- 2.ª en el Campeonato de Francia Contrarreloj
- 1 etapa del Tour de Bretaña
- 1 etapa de La Route de France

2015
- Gran Premio Cholet-Pays de Loire
- Campeonato de Francia Contrarreloj
- 2.ª en el Campeonato de Francia en Ruta

2016
- Campeonato de Francia Contrarreloj

2017
- Campeonato de Francia Contrarreloj
- Chrono des Nations

2018
- Campeonato de Francia Contrarreloj

2019
- Drentse Acht van Westerveld
- Tour de Bretaña
- 2.ª en el Campeonato de Francia Contrarreloj

2020
- 2.ª en el Campeonato de Francia Contrarreloj
- Campeonato de Francia en Ruta
- 1 etapa del Tour Cycliste Féminin International de l'Ardèche

2021
- Campeonato de Francia Contrarreloj
- 2.ª en el Campeonato de Francia en Ruta

2022
- Campeonato de Francia Contrarreloj
- Campeonato de Francia en Ruta
- Postnord Vårgårda WestSweden RR
- 1 etapa del Simac Ladies Tour

2023
- 2.ª en el Campeonato de Francia Contrarreloj

2024
- Campeonato de Francia Contrarreloj

## Resultados en Grandes Vueltas y Campeonatos del Mundo
Durante su carrera deportiva ha conseguido los siguientes puestos en las Grandes Vueltas femeninas y en los Campeonatos del Mundo en carretera:
| Carrera              | Carrera              | 2008 | 2009  | 2010 | 2011 | 2012 | 2013 | 2014 | 2015 | 2016 | 2017 | 2018 | 2019 | 2020  | 2021 | 2022 | 2023 | 2024 |
| -------------------- | -------------------- | ---- | ----- | ---- | ---- | ---- | ---- | ---- | ---- | ---- | ---- | ---- | ---- | ----- | ---- | ---- | ---- | ---- |
|                      | Giro de Italia       | —    | —     | —    | —    | —    | —    | 33.ª | Ab.  | 44.ª | 51.ª | 53.ª | 99.ª | F. c. | —    | —    | 52.ª | —    |
|                      | Tour de l'Aude       | —    | F. c. | —    | X    | X    | X    | X    | X    | X    | X    | X    | X    | X     | X    | X    | X    | X    |
|                      | Tour de Francia      | —    | —     | X    | X    | X    | X    | X    | X    | X    | X    | X    | X    | X     | X    | 78.ª | 33.ª | 93.ª |
| Mundial en Ruta      | Mundial en Ruta      | —    | —     | —    | 87.ª | Ab.  | Ab.  | 16.ª | 53.ª | 88.ª | 40.ª | 73.ª | 17.ª | 13.ª  | 27.ª | —    | 26.ª | —    |
| Mundial Contrarreloj | Mundial Contrarreloj | —    | —     | —    | —    | 18.ª | 18.ª | 23.ª | 23.ª | 22.ª | 13.ª | 19.ª | 30.ª | 11.ª  | 16.ª | —    | —    | —    |

—: no participa

Ab.: abandono

F. c.: fuera de control

X: ediciones no celebradas

## Equipos
- Vienne Futuroscope (2008-2013)
- Hitec Products (2014)
- Wiggle (2015-2018)
  - Wiggle Honda (2015)
  - Wiggle High5 (2016-2018)
- Trek-Segafredo Women (2019-2022)
- Zaaf Cycling Team (2023)[7]
- Human Powered Health (2023-2024)[8]